# هواپیما شاهین

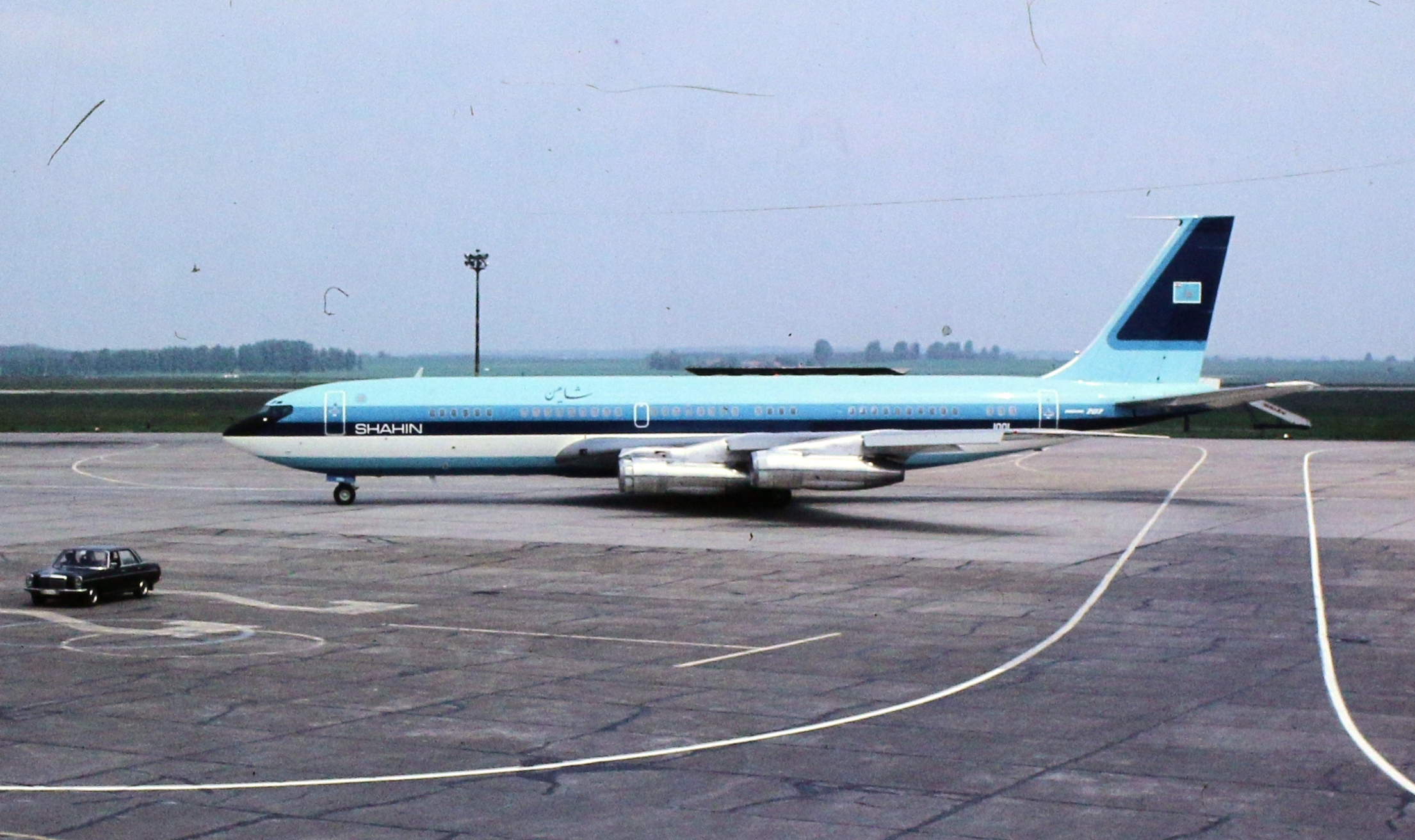
هواپیمای شاهین در فرودگاه بوداپست

هواپیمای شاهین، یک هواپیمای بوئینگ ۷۰۷ متعلق به نیروی هوایی شاهنشاهی ایران با رجیستر ۱۰۰۱ بود که محمدرضا پهلوی و فرح پهلوی از آن برای سفرهای داخلی و خارجی استفاده می‌کردند. این هواپیما که در سال ۱۳۵۵ به ایران تحویل داده شد، پس از شهباز و میترا سومین هواپیمای تشریفاتی دولت ایران بود که توسط کارخانه بویینگ ساخته شد. رنگ بدنهٔ این هواپیما آبی و نقره‌ای بود و طراحی داخلی آن به شکل مجللی تزئین شده بود. این هواپیما که دارای قابلیت‌های ویژه‌ی ارتباطی و سالن‌های مجلل بود، در زمان ساخت یکی از گران‌قیمت‌ترین پرنده‌های ساخت بشر محسوب می‌شد و ارزش آن حدود ۸۰۰ میلیون تومان برآورد شده است.

## ویژگی‌ها

### مشخصات فنی
هواپیمای تشریفاتی شاهین یک هواپیمای Boeing 707-386C بود که در تاریخ ۱۶ آپریل ۱۹۷۶ (۲۷ فروردین ۱۳۵۵) با شماره سریال کارخانه ۲۱۳۹۶ و لاین‌نامبر ۹۲۸ در شرکت هواپیماسازی بویینگ ساخته شد. این هواپیما دارای چهار موتور توربوفن پرت اند ویتنی نوع JT3D-3B بود. همچنین معرف پروازی اين هواپيما «Blue Flight 1» بوده است.
امکانات ارتباطی داخلی این هواپیما، که ارزش آن ۴۰ میلیون تومان اعلام شده بود، به سرنشینان اجازه می‌داد حین پرواز با هر نقطه‌ای از جهان تماس مستقیم برقرار کنند.

### تزیینات و طراحی داخلی
هواپیمای شاهین به واسطه تزئینات داخلی به کار رفته، یکی از گران‌قیمت‌ترین پرنده‌های دههٔ‌ ۱۹۷۰ محسوب می‌شد. علاوه بر قیمت خود هواپیما، گفته می‌شود تجهیزاتی به ارزش ۳۰۰ میلیون تومان در طراحی داخلی آن به کار گرفته شده بود. همچنین ارزش اشیا زینتی طلایی‌ای که در هواپیما نگهداری می‌شد ۱۵ میلیون تومان بود.
هواپیما دارای سالن ناهارخوری، اتاق خواب و... بود. در سالن ناهارخوری يک ميز ۴۰ تکه منبت‌کاری شده و یک بار مشروب مشبک‌کاری قرار داشت. همچنین این هواپیما دارای ۶ توالت بود که ۵ توالت در قسمت عقب متعلق به همراهان و يکی متعلق به شاه و ملکه بود.

## خروج شاه از ایران

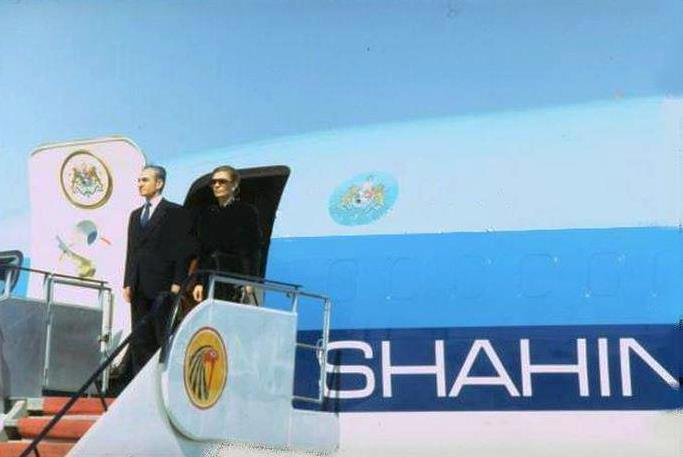
محمدرضا پهلوی و فرح در حال پیاده‌شدن از هواپیمای شاهین

این هواپیما که برای سفرهای محمدرضا پهلوی مورد استفاده قرار می‌گرفت، همان هواپیمایی است که خانوادهٔ پهلوی را در ۲۶ دی ۱۳۵۷ از تهران خارج کرد. با این وجود این هواپیما که به گمان همگان متعلق به نیروی هوایی شاهنشاهی ولی در اصل بنام محمدرضاشاه ثبت رسمی شده بود!! (کتاب خاطرات سرهنگ معزی) در اول اسفند همان سال توسط خلبان اول هواپیما، بهزاد معزی، به همراه بخشی از کارکنان و خدمه شخصی محمدرضاشاه از مراکش به کشور بازگشت.بنا به اظهارات امیراصلان افشار هواپیما و تمام خدمه مربوط به دستور شاه به ایران برگشتند.
اردشیر زاهدی در این‌باره در خاطرات خود می‌نویسید: «اعلیحضرت و همراهان با هواپیمای اختصاصی شاهین که یک هواپیمای جت بوئینگ ۷۰۷ بسیار مدرن و با تجملات شاهانه بود از کشور خارج شده بودند و با همین هواپیما به مصر و از مصر به مراکش و بالعکس رفت و آمد کردند اما چون فکر میکردیم این هواپیما تحت مالکیت دولت ایران قرار داشت(ولی سرهنگ معزی مدعی بود که شاهین بنام شاه ثبت شده که خوده محمدرضا شاه هم تا اخر عمر بی خبر بود)؛ حدس زدیم که ممکن است دولت ایران با تمسک به راه‌های قانونی، هواپیما و مسافران آن را توقیف کند. پس محمدرضا پهلوی دستور داد تا خلبان معزی و خدمه پرواز که عموماً از نیروی هوایی بودند، هواپیمای ۲۵ میلیون دلاری را به ایران بازگردانند.»
هر چند معزی در کتاب خاطراتش میگوید: شاه در مراکش اصرار کرده که همه خدمه شاهین برگردند , ولی معزی حتما در مراکش بماند ، که او با سماجت ، مخالفت کرده و گفته میخواهد برگردد به ایران .

## پس از انقلاب ۱۳۵۷

### انتقال به ناوگان ایران‌ایر
۱۰ روز پس از انقلاب ۱۳۵۷، در تاریخ ۱ اسفند ۱۳۵۷ هواپیما به ایران بازگشت و به پارکینگ فرودگاه مهرآباد منتقل شد. گفته می‌شود هواپیما برای مدتی زمین‌گیر بود و در این مدت لوازم گران‌قیمت آن تخلیه شد؛ با این وجود طبق گزارش‌ها این هواپیما در طول جنگ ایران و عراق در مأموریت‌های نظامی مورد استفاده قرار گرفته است. رجیستر هواپیمای شاهین در سال ۱۳۶۵ به EP-NHY تغییر کرد و رنگ‌آمیزی اولیه آن هم عوض شد و کلیه مسئولیت آن به ایران‌ایر واگذار شد.

### فعالیت مجدد در نیروی هوایی
این هواپیما تا سال ۱۳۷۸ فعال بود تا این‌که با بازنشستگی ناوگان ۷۰۷ ایران‌ایر مجددا به نیروی هوایی سپرده شد و مجددا رجیستر ۱۰۰۱ برای آن انتخاب شد. این هواپیما از سال ۲۰۰۲ میلادی به صورت گسترده در سفرهای بین‌المللی به عنوان هواپیمای تشریفاتی مقامات جمهوری اسلامی مورد استفاده قرار گرفت. هواپیمانگران در جهان به این هواپیما علاقه‌ٔ زیادی نشان دادند و به همین دلیل از نشست و برخاست‌های این هواپیمای تاریخی در فرودگاه‌های مختلف تصاویر متعددی ثبت شد.

### انتقال به ناوگان معراج
در سال ۱۳۸۹ هواپیما به شرکت هواپیمایی معراج که مسئولیت ناوگان تشریفاتی دولت را برعهده دارد، واگذار شد و رجیستر آن به EP-AJE تغییر کرد. گفته می‌شود که این هواپیما در سال ۱۳۹۵ از ناوگان تشریفاتی خارج شده و مجدد به نیروی هوایی سپرده شد.

### تغییر کاربری به تانکر
آخرین خبرها از این هواپیما حاکی از آن است که هواپیمای شاهین پس از انتقال به نیروی هوایی پس از اعمال تغییراتی تبدیل به هواپیمای تانکر سوخت‌رسان شده است.

## تغییراترجیستر
| پیش‌وند ثبتی | کاربر                           | تاریخ      |
| ----------- | ------------------------------- | ---------- |
|             | ساخت در شرکت بویینگ             | ۱۹۷۸/۰۴/۱۶ |
| EP-HIM      | ناوگان دولت ایران               | ۱۹۷۸/۰۵/۰۳ |
| ۱۰۰۱        | نیروی هوایی شاهنشاهی ایران      | ۱۹۷۸/۰۷    |
| EP-NHY      | ایران‌ایر                        | ۱۹۸۶/۰۵    |
| ۱۰۰۱        | نیروی هوایی جمهوری اسلامی ایران | ۱۹۹۹/۰۷/۱۲ |
| EP-AJE      | هواپیمایی معراج                 | ۲۰۱۱       |
| نامشخص      | نیروی هوایی جمهوری اسلامی ایران | ۲۰۱۷       |

## کادر پرواز
خلبان اول این هواپیما در سال های اولیه فردی آمریکایی به نام بلو منستین و سپس بهزاد معزی بود.